# Cotorra de Ceará
La cotorra de Ceará (Pyrrhura griseipectus) és una espècie d'ocell de la família dels psitàcids que habita la selva d'una petita zona del nord del Brasil.